# Mariam Kamara

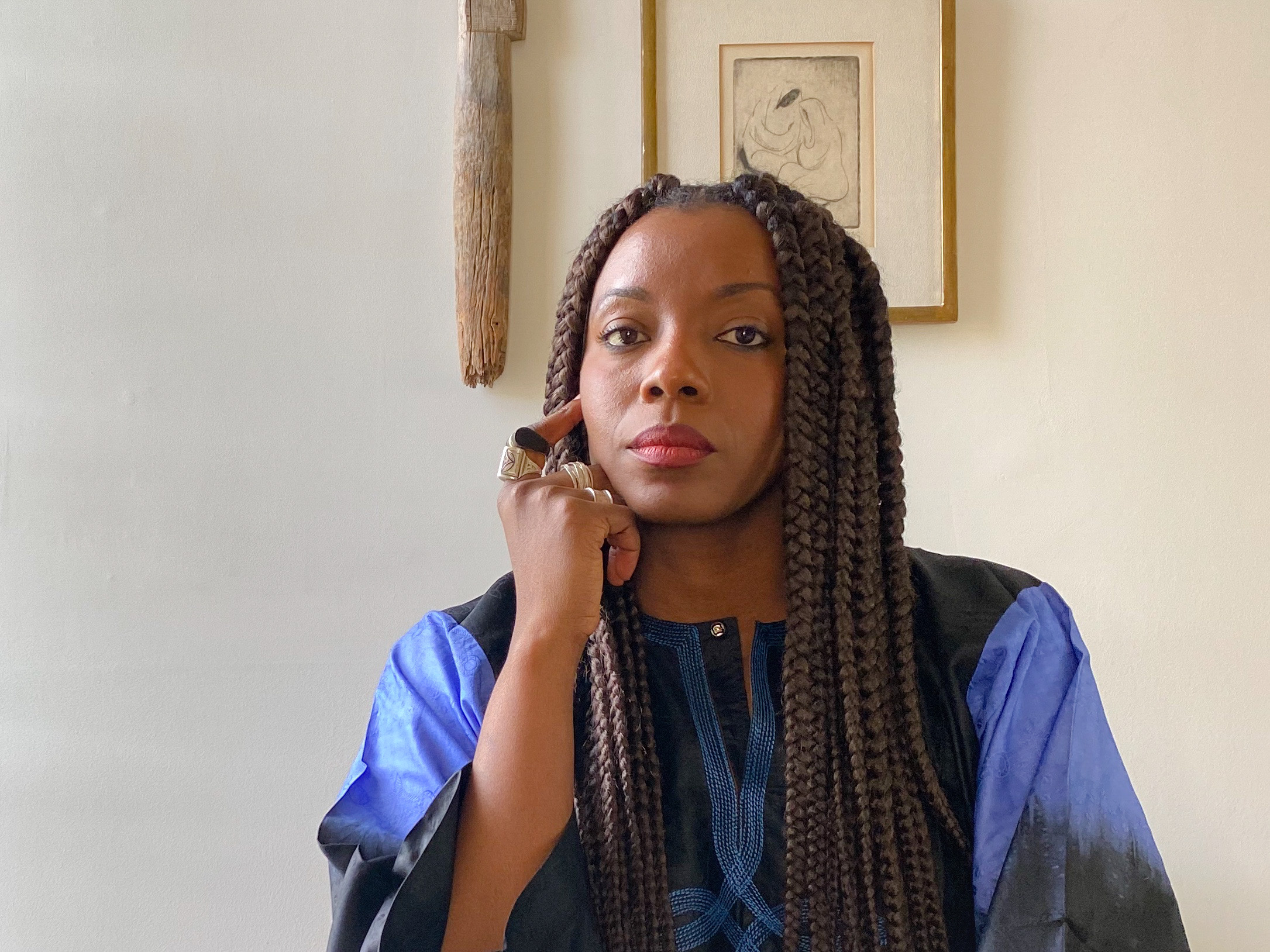
Mariam Kamara

Mariam Issoufou Kamara (Saint-Étienne, 1979) Nigerese architecte. Haar ontwerpen bevatten ùveel locale materialen en ook aarde.

## Biografie
Kort na haar geboorte verhuisde haar familie naar Niger. Mariam Kamara studeerde eerst technische informatica waarvan ze in 2001 haar barcherlordiploma behaalde aan de Purdue-universiteit en vervolgens een master architectuur aan de Universiteit van Washington. Haar proefschrift Mobile Loitering werd getoond op de Triennale di Milano in 2014 in de tentoonstelling Africa Big Chance Big Change.
In 2013 richtte ze in de VS het architectenbureau united4design op en in 2014 in Niger architectenbureau Atelier Masomi. Daarnaast is ze sinds 2017 doceent stedelijke studies aan de Brown-universiteit in Rhode Island.

## Werk (selectie)
- 2016 - Niamey 2000, appartementenblokgebouwd samen met Yasaman Esmaili, Elizabeth Golden en Philip Sträter met de vormen van een traditionele faada
- 2018 - Hikma in Dandaji, cultureelcomplex samen met Yasaman Esmaili
- 2020 - Niamey Cultureel Centrum, samen met David Adjaye
- 2022 - Bët-bi-museum, ontwerp dat tijdens de wedstrijd werd gekozen.

## Erkentelijkheden
- 2017 - Zilver Lafarge Holcim Awards for sustainable construction voor Hikma
- 2017 - Goud Lafarge Holcim Awards for sustainable construction Afrika voor Hikma
- 2018 - Rolex Mentor and Protege Arts Initiative award voorde samenwerking met David Adjaye
- 2019 - Prins Claus Prijs[2]